# Nass
Il fiume Nass (in inglese: Nass river) è un fiume costiero del versante canadese dell'Oceano Pacifico che scorre nella parte settentrionale della Columbia Britannica. Il fiume si estende per 380 chilometri: dalla sorgente, presso le montagne costiere, in direzione sud-est, fino a sfociare nella baia di Nass. 
Il nome inglese Nass deriva dall'espressione tlingit naas, che significa intestinale o trippa, ad indicare la larga quantità di pesce presente nel fiume Il nome del fiume in canadese è K'alii Aksim Lisims, che significa “valle del Lisims”(nome del fiume). Nella lingua parlata dagli indigeni canadesi, il popolo dei Gitxsan, il nome del fiume è Txaemsim, ossia “gente di Txemsim".
Gli ultimi 40 chilometri del fiume sono navigabili. Il fiume è sfruttato particolarmente per la presenza di salmone, destinato al commercio. 

## Storia
Circa 220 anni fa, secondo quanto narra una leggenda degli indigeni canadesi (i nisga'a), il fiume Nass fu ricoperto da un lungo flusso di lava emessa dal vulcano Tseax, per circa 22,5 chilometri, che distrusse alcuni villaggi nisga'a e provocò la morte di circa 2000 nativi a causa dei gas vulcanici e dei loro vapori tossici. 
Questo vulcano è stato attivo almeno in due occasioni: 220 anni fa e 650 anni fa. A causa di questo disastro, le tecniche di protezione civile moderna includono lo studio dei gas emessi dai vulcani e la costituzione di un sistema di avvertimento per avvisare le persone che vivono alle pendici del vulcano.
Nel 1670, fu fondata nei pressi della foce del fiume Nass la Compagnia della Baia di Hudson, un porto commerciale di pelli, che fu molto attivo nell'epoca del commercio marittimo di pelli (fino al 1870) e in seguito riconvertita in porto di importazione di derrate alimentari. 
Dal 1862 al 1863 il fiume determinò il confine meridionale del territorio di Stikine, che si estendeva da nord-est, per limitare la "febbre dell'oro", scoperto nei fiumi Peace e Stikine; l'anno seguente il fiume entrò a far parte della Colonia della Colombia Britannica.

## Rischi
Se il vulcano Tseax eruttasse di nuovo, i gas che furono emessi la prima volata potrebbero uscire ancora, causando un disastro equivalente a quello di 220 anni fa. Un'eventuale eruzione potrebbe causare anche incendi boschivi e raccogliere in un unico bacino alcuni fiumi della zona, come il Nass e il Tseax, ma solo nel caso in cui il flusso di lava raggiungesse un volume molto consistente. Se un'eruzione arrivasse fino al fiume Nass comporterebbe conseguenze molto gravi anche al commercio di salmone, pesce presente in grande quantità nel fiume e fonte di commercio.